# Urgleptes ozophagus
Urgleptes ozophagus es una especie de escarabajo longicornio del género Urgleptes, tribu Acanthocinini, subfamilia Lamiinae. Fue descrita científicamente por Chemsak & Feller en 1988.
La especie se mantiene activa durante los meses de enero y julio.

## Descripción
Mide 5,5 milímetros de longitud.

## Distribución
Se distribuye por Belice y México.